# Kwak Yoon-gy
Kwak Yoon-gy (Hangŭl: 곽윤기, Hanja:  郭潤起) (Seul, 26 dicembre 1989) è un pattinatore di short track sudcoreano.

## Palmarès

### Olimpiadi
- 2 medaglie:
  - 2 argenti (staffetta 5000 m a Vancouver 2010; staffetta 5000 m a Pechino 2022)

### Campionati mondiali di short track
- 14 medaglie:
  - 6 ori (staffetta 5000 m a Gangneung 2008; 1500 m e staffetta 5000 m a Sofia 2010; classifica generale, 1000 m e 3000 m a Shanghai 2012)
  - 6 argenti (500 m e 1500 m a Vienna 2009; classifica generale, 1000 m e 3000 m a Sofia 2010; 1500 m a Shanghai 2012)
  - 2 bronzi (500 m e staffetta 5000 m a Shanghai 2012)

### Campionati mondiali di short track a squadre
- 3 medaglie:
  - 2 ori (Heerenveen 2009, Bormio 2010)
  - 1 bronzo (Harbin 2008)

### Coppa del Mondo di short track
- Vincitore della Coppa del Mondo dei 1000 m nel 2012 e nel 2013.
- Miglior piazzamento nella Coppa del Mondo dei 500 m: 2º nel 2008.
- Miglior piazzamento nella Coppa del Mondo dei 1500 m: 3º nel 2012.
- 47 podi (28 individuali, 19 a squadre):
  - 24 vittorie (11 individuali, 13 a squadre);
  - 13 secondi posti (10 individuali, 3 a squadre);
  - 10 terzi posti (7 individuali, 3 a squadre).